# جاستن غريم
جاستن غريم (بالإنجليزية: Justin Grimm)‏ هو لاعب كرة قاعدة أمريكي، ولد في 16 أغسطس 1988 في بريستول في الولايات المتحدة.

## وصلات خارجية
- جاستن غريم على موقع دوري كرة القاعدة الرئيسي (الإنجليزية)
- جاستن غريم على موقعبيزبول رفرنس.كوم (الدوري الرئيسي) (الإنجليزية)
- جاستن غريم على موقعبيزبول رفرنس.كوم (الدوري الثانوي) (الإنجليزية)
- جاستن غريم على موقع إي إس بي إن.كوم (أم.أل.بي) (الإنجليزية)
- جاستن غريم على موقع مشجعي الرسوم البيانية (الإنجليزية)